# Dragaș Voivoda, Plevna
Dragaș Voivoda (în bulgară Драгаш Войвода, în trecut Ermenlui) este un sat în comuna Nikopol, regiunea Plevna,  Bulgaria. Satul a fost locuit de români.

## Demografie
Componența etnică a satului Dragaș Voivoda
     Turci (6,1%)
     Bulgari (88,3%)
     Romi (1,22%)
     Nicio identificare (4,36%)
La recensământul din 2011, populația satului Dragaș Voivoda era de 573 locuitori. Din punct de vedere etnic, majoritatea locuitorilor (88,3%) erau bulgari, existând și minorități de turci (6,1%) și romi (1,22%). Pentru 4,36% din locuitori nu este cunoscută apartenența etnică.